# Brzóski-Gromki (gromada)
Brzóski-Gromki – dawna gromada, czyli najmniejsza jednostka podziału terytorialnego Polskiej Rzeczypospolitej Ludowej w latach 1954–1972.
Gromady, z gromadzkimi radami narodowymi (GRN) jako organami władzy najniższego stopnia na wsi, funkcjonowały od reformy reorganizującej administrację wiejską przeprowadzonej jesienią 1954 do momentu ich zniesienia z dniem 1 stycznia 1973, tym samym wypierając organizację gminną w latach 1954–1972.
Gromadę Brzóski-Gromki z siedzibą GRN w Brzóskach-Gromkach utworzono 31 grudnia 1959 w powiecie wysokomazowieckim w woj. białostockim z obszarów zniesionych gmin Brzóski Stare i Kalinowo-Czosnowo.
1 stycznia 1969 gromadę Brzóski-Gromki zniesiono, włączając jej obszar do nowo utworzonej gromady Wysokie Mazowieckie, oprócz wsi Kalinowo Stare, którą włączono do gromady Ruś Stara.